# Dunkleosteus
Dunkleosteus са род праисторически риби, съществували през късния девонски период, преди около 370 млн. години. Най-големите видове са D. terrelli, D. marsaisi и D. magnificus. D. Terrelli, с дължина 10 метра и тегло 3,6 тона, е бил хищник. Малко други панцерни риби, напр. Titanichthys, съперничели на Dunkleosteus по размер.
Dunkleosteus първоначално е била част от семейство Dinichthyidae, съставено предимно от големи месоядни като Gorgonichthys. През 2009 г. са изказани предложения, че поради примитивната си челюстна структура, Dunkleosteus трябва да бъде извадена от семейство Dinichthyidae и да бъде преместена до основата на Pachyosteomorpha, близо до Eastmanosteus. През 2010 г. Dunkleosteus, Eastmanosteus, както и няколко други родове от Dinichthyidae са официално класифицирани като Dunkleosteidae.
Най-новите проучвания разкриват характеристики в областта на храненето, биомеханиката, екологията и физиологията. Панцерните риби се появяват през силурския период (преди 443,7 – 416 млн. години) и изчезват по време на прехода от девон (преди 416–359,2 млн. години) към карбон (преди 359,2–299 млн. години), като не оставят еволюционни наследници. През последните десетилетия Dunkleosteus навлиза в широкото обществено пространство с излагането на показ на голям брой екземпляри, както и чрез забележителни изяви в сектора на развлеченията. Многобройни вкаменелости на някои видове са намерени в Северна Америка, Полша, Белгия и Мароко. Класът съществува около 70 млн. години, в сравнение с 400 млн. години история на акулите.

## Описание
Поради своята силно бронирана натура, Dunkleosteus вероятно е бил относително бавен, но мощен плувец. Смята се, че се е заселвал в различни зони на крайбрежните води. Вкаменяването има тенденция да запазва само особено бронираните фронтални части на екземплярите, така че е несигурно какви точно са били задните части на тази древна риба. Затова реконструкциите на задната половина са често въз основа на по-малки артродири, напр. Coccosteus, от които има запазени части. Най-известните екземпляри на Dunkleosteus са изложени в Природонаучния музей в Кливланд. Други са показани в Американския природонаучен музей и в музея в Куинсланд, Бризбейн.
Вместо зъби Dunkleosteus притежавал две двойки остри костни плочи, които формирали структура с формата на клюн. Dunkleosteus, заедно с повечето праисторически риби (placoderms), може също да е бил сред първите гръбначни с вътрешно оплождане на яйцеклетките, подобно на някои съвременни акули.

## Диета
D. terrelli притежавал механизъм за отварянето на челюстта, който съединявал черепа, гръдния щит, долната челюст и челюстните мускули чрез подвижни стави. Този механизъм му позволявал от една страна изключително бързо да отваря челюстта си (отваряне на челюстите за 20 милисекунди и завършване на целия процес за 50-60 милисекунди), подобно на съвременните риби, които си служат със засмукване за улов на плячка; и от друга страна да произвеждат голяма сила на захапване при затваряне на челюстта, в резултат на което налягането било достатъчно високо, че да пробие или разреже кутикула или дермална броня. Предполага се, че D. terrelli бил перфектно адаптиран за лов на артроподи, амонити и други плакодермални риби. Често вкаменелости на Dunkleosteus са намирани сред кости, полуразградени и частично изядени останки от други риби, от което се предполага че Dunkleosteus рутинно са повръщали костите на плячката, вместо да ги смилат.

## Растеж
Морфологични изследвания на млади екземпляри на D. Terrelli разкриват, че челюстите им са пропорционално еднакво стабилни в сравнение с възрастните, което показва наличието на силна захапка и най-вероятно подобно на възрастните са били в състояние да захапват плячката си със същата сила, макар и в по-малък мащаб. С това те се отличават от четириногите, при които челюстите на младите екземпляри са доста по-слаби отколкото при възрастните.

## Видове
До 2010 г. са описани най-малко 10 различни вида на Dunkleosteus.
- Dunkleosteus terrelli е най-големият и най-известен вид. Имал заоблена муцуна. Намерени са останки на от времето на късния девон в Тексас, САЩ[11], и Европа.
- Dunkleosteus. belgicus – известен от девонския период в Белгия. Средната гръбна плоча е характерна за рода.[11]
- Dunkleosteus denisoni – със средна гръбна плоча, типична по форма, но много по-малка по размер от нормалното за Dunkleosteus.[11]

- Dunkleosteus marsaisi – вкаменелости са намерени в Атласките планини в Мароко. Различава се от D. terrelli както по размер (черепът има средна дължина от 35 см) така и по форма (муцуната е по-тясна). Много изследователи смятат този вид за идентичен с D. terrelli[12], а други за част от Eastmanosteus.[11][13]
- Dunkleosteus magnificus – вкаменелости са намерени в Ню Йорк. Първоначално е била описана като Dinichthys magnificus от Хусакоф и Браянт през 1919 г., а после като Dinichthys mirabilis от Хайнц през 1932 г. Дънкъл и Лейн го преименуват на Dunkleosteus през 1971.[11]
- Dunkleosteus missouriensis е познат от открития в Мисури, САЩ. Дънкъл и Лейн ги смятат за твърде сходни с D. terrelli.[11]
- Dunkleosteus newberryi се разпознава по своята 28-сантиметрова структура с изпъкнал преден зъб. Вкаменелости са открити в Ню Йорк. Първоначално описан като Dinichthys newberryi.[11]
- Dunkleosteus amblyodoratus е познат от някои фрагментарни останки от късния девонски период. Името на вида означава „изтъпено копие“ и произхожда от нухални и паранухални плочи в задната част на главата, които имат формата на тъпо острие. Въпреки че са намирани само фрагменти, се счита, че е бил дълъг около 6 метра.[4]
- Dunkleosteus raveri е малка, вероятно около 1 метър дълга. Известна е от нераздробена черепна покривка, намерена в Охайо. Освен малкия си размер, имала сравнително големи очи. D. raveri бил намерен в скален слой, точно под слой с останки от D. terrelli, се предполага че D. raveri е прародител на D. terrelli. Видът е кръстен на Кларънс Рейвър, откривателят на холотипа.[4]

## Произход на името
Dunkleosteus е кръстен през 1956 г. на Дейвид Дънкъл, куратор на секцията „Гръбначна палеонтология“ в Природонаучния музей в Кливланд.